# Rajd Orlen 2009
Rajd Orlen Płock 2009 – 3. edycja Rajdu Orlen. Był to rajd samochodowy rozgrywany od 18 do 20 września 2009 roku. Była to piąta runda Rajdowych Samochodowych Mistrzostw Polski w roku 2009. Rajd składał się z jedenastu odcinków specjalnych.

## Wyniki końcowe rajdu[1]
| Miejsce | Kierowca          | Pilot                 | Samochód                   | Czas      | Strata   | Grupa Klasa | Punkty |
| ------- | ----------------- | --------------------- | -------------------------- | --------- | -------- | ----------- | ------ |
| 1       | Leszek Kuzaj      | Robert Hundla         | Peugeot 207 S2000          | 1:38:15.5 | -        | S2000       | 35     |
| 2       | Bryan Bouffier    | Xavier Panseri        | Mitsubishi Lancer Evo IX   | 1:38:38.0 | +22.5    | N4          | 26     |
| 3       | Tomasz Kuchar     | Daniel Dymurski       | Peugeot 207 S2000          | 1:38:51.2 | +35.7    | S2000       | 25     |
| 4       | Michał Bębenek    | Grzegorz Bębenek      | Mitsubishi Lancer Evo IX   | 1:41:04.8 | +2:49.3  | N4          | 15     |
| 5       | Maciej Oleksowicz | Andrzej Obrębowski    | Peugeot 207 S2000          | 1:42:25.0 | +4:09.5  | S2000       | 13     |
| 6       | Szymon Ruta       | Sebastian Rozwadowski | Peugeot 207 S2000          | 1:43:00.8 | +4:45.3  | S2000       | 8      |
| 7       | Radosław Typa     | Ryszard Ciupka        | Mitsubishi Lancer Evo X    | 1:43:28.5 | +5:13.0  | N4          | 7      |
| 8       | Kamil Butruk      | Maciej Wilk           | Mitsubishi Lancer Evo IX   | 1:44:38.8 | +6:23.3  | N4          | 6      |
| 9       | Tomasz Trembicki  | Michał Bojar          | Mitsubishi Lancer Evo VIII | 1:49:52.3 | +11:36.8 | Open        | *      |
| 10      | Zbigniew Maliński | Joanna Madej          | Mitsubishi Lancer Evo IX   | 1:50:42.4 | +12:26.9 | N4          | 3      |
| 11      | Nicolas Vouilloz  | Nicolas Klinger       | Peugeot 207 RC R3T         | 1:52:02.8 | +13:47.3 | A7          | 1      |

1. ↑  Nieliczony w klasyfikacji RSMP